# III plan pięcioletni (Polska)

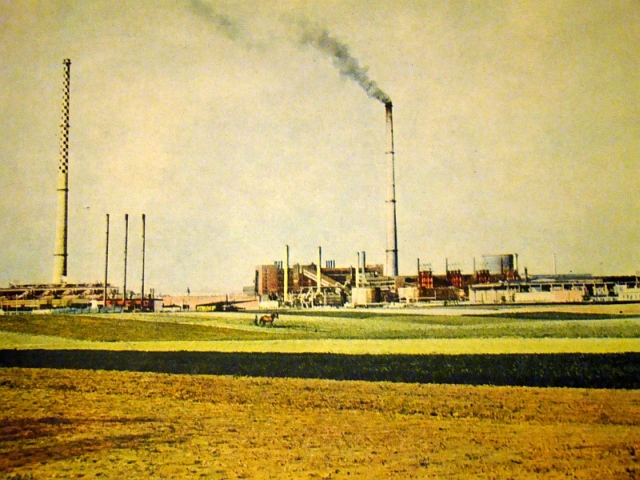
Huta Miedzi Głogów (1971)

III plan pięcioletni (1966–1970) – piąty w historii PRL plan gospodarczy. Po wielu modyfikacjach przedstawiony został sejmowi dopiero pod koniec 1966 r. Pomimo wolniejszego, niż zakładano wzrostu dochodu narodowego i produkcji rolnej w II planie pięcioletnim to w kolejnym przewidziano wysokie nakłady na przemysł ciężki. Zakładał rozwój bazy surowcowej i zapewnienie pracy dla wyżu demograficznego.
Otwarto wówczas hutę miedzi w Głogowie, zakłady azotowe w Puławach, a w fabryce FSO w Warszawie na Żeraniu uruchomiono produkcję samochodów osobowych na licencji włoskiej. Z kolei nastąpiły pogłębiające się niedobory w zaopatrzeniu rynkowym ludności, zwłaszcza w mięso.
22 grudnia 1969 r. Sejm Polskiej Rzeczypospolitej Ludowej uchwalił narodowy plan gospodarczy na 1970 r.
Poziom dochodów przeciętnego Polaka pozostawał bez zmian. Odczuwalnie pogorszyły się warunki życia: zmalała liczba oddawanych mieszkań, w sklepach rosły kolejki. Statystyczny Polak spędzał dziennie w kolejkach 1,5 godz. Względna stabilizacja materialna należała już do przeszłości. Zastój gospodarczy stawał się coraz bardziej widoczny. Powodowało to narastający wzrost niezadowolenia co doprowadziło w końcu do wybuchu społecznego w grudniu 1970 r.
Krwawe starcia spowodowały zmianę w kierownictwie partyjnym z Władysława Gomułki na Edwarda Gierka – energicznego szefa partii w województwie katowickim. Uspokoiło to nieco nastroje społeczne, które wyciszyły się dopiero po przyjeździe na Wybrzeże Gierka i obietnicy zmian w polityce gospodarczej.
W nowej sytuacji, gdy robotnicy potrafili doprowadzić do obalenia kierownictwa partyjnego, nowe władze starały się zrazu o bardziej racjonalną gospodarkę i działania preferujące produkcję środków spożycia oraz lepsze zaopatrzenie rynku. Zniesiono obowiązkowe dostawy w rolnictwie.